# Renin
Renin (von lateinisch ren ‚Niere‘) ist ein hormonähnliches Enzym (Endopeptidase), das in den Nieren der Wirbeltiere in den Zellen des juxtaglomerulären Apparates (JGA) gebildet wird. Im JGA berühren die Epithelzellen des distalen Tubulus die afferente Arteriole (s. a. Aufbau des Nephrons). Die Reninausschüttung erfolgt entweder bei niedrigem Blutdruck in der afferenten Arteriole oder bei niedriger Natriumkonzentration im distalen Tubulus. Darüber hinaus können Katecholamine via β-Adrenozeptoren zu einer erhöhten Renin-Freisetzung führen. Alle drei Schlüsselreize für die Reninsekretion zeigen einen Blutdruckabfall an. Der JGA ist einer der wichtigsten Sensoren für Blutdruckabfall, Renin stimuliert ein sehr effizientes System zur Blutdrucksteigerung: das Renin-Angiotensin-Aldosteron-System (RAAS).
Es wurde 1898 von Robert Tigerstedt entdeckt.

## Aufbau
Renin ist aus zwei Lappen aufgebaut, der Spalt zwischen den beiden Lappen enthält das aktive Zentrum mit zwei katalytischen Aspartat-Gruppen. Die inaktive Vorstufe Prorenin ist mit einem zusätzlichen N-terminalen Propeptid mit einer Länge von 43 Aminosäuren ausgestattet, das die enzymatisch aktive Spalte im Molekül bedeckt. Die Molare Masse von Prorenin ist ca. 5 kDa höher als die von Renin. Prorenin zirkuliert im Plasma in einer Konzentration, die um bis zu 100 mal höher ist als die Konzentration von Renin.

## Wirkung
Prorenin wird aktiviert durch Proteolyse, niedrige Temperaturen oder saures Milieu. In vivo erfolgt die Aktivierung durch Kallikrein oder andere Serin-Proteasen. Zusätzlich existiert eine Speicherform des aktiven Renins im juxtaglomerulären Apparat der Niere, die akut freigesetzt werden kann. Chronische Stimulation führt dagegen vorwiegend zur Freisetzung von Prorenin.
Renin setzt eine Reaktionsfolge (Kaskade) in Gang, die folgendermaßen aussieht:
Als Aspartat-Protease wandelt Renin das bislang inaktive Angiotensinogen aus der Leber in Angiotensin I um. Dieses wiederum wird von dem vor allem in der Lunge gebildeten Angiotensin Converting Enzyme (ACE) in Angiotensin II umgewandelt, welches negativ rückkoppelnd auf die Reninbildung wirkt und somit eine Reninüberproduktion verhindert. Angiotensin II ist sehr stark gefäßverengend und fördert außerdem im letzten Schritt die Ausschüttung von Aldosteron und Antidiuretischem Hormon (ADH), welches auch unter den Namen Adiuretin oder Vasopressin bekannt ist.
Bei Nierenerkrankungen, die die Durchblutung senken (Stenosen, Arteriosklerose, oft auch altersbedingt), wird zu viel Renin gebildet (Hyperreninismus), was sich in einer Erhöhung des Blutdruckes, einer arteriellen Hypertonie, äußert.
Einige blutdrucksenkende Medikamente greifen in das Renin-Angiotensin-Aldosteron-System ein. Hierzu zählen vor allem ACE-Hemmer und AT1-Antagonisten. Die relativ neue Gruppe der Reninhemmer hat bisher eher untergeordnete klinische Bedeutung, z. B. konnte Aliskiren in Studien keinen mit Sartanen oder ACE-Hemmern vergleichbaren lebensverlängernden Effekt bei Hypertonie erzielen.
Zusätzlich zum im Plasma gelösten (humoralen) Renin-Angiotensin-System existiert in der Niere ein gewebsständiges Renin-Angiotensin-System. Mesangialzellen der Niere exprimieren an ihrer Oberfläche einen Rezeptor für (Pro)renin. Prorenin bindet mit dem Propeptid an diesen Rezeptor, dabei wird die katalytische Spalte geöffnet. Renin wird so durch die Bindung an den Rezeptor aktiviert, ohne dass dazu eine enzymatische Abspaltung des Propeptids erforderlich ist. Durch Blockade des (Pro)renin-Rezeptors konnte im Tierversuch eine Rückbildung der diabetischen Nierenschädigung erreicht werden.